# Hedychium coronarium
Hedychium coronarium är en enhjärtbladig växtart som beskrevs av J.König. Hedychium coronarium ingår i släktet Hedychium och familjen Zingiberaceae. Inga underarter finns listade i Catalogue of Life.

## Bildgalleri

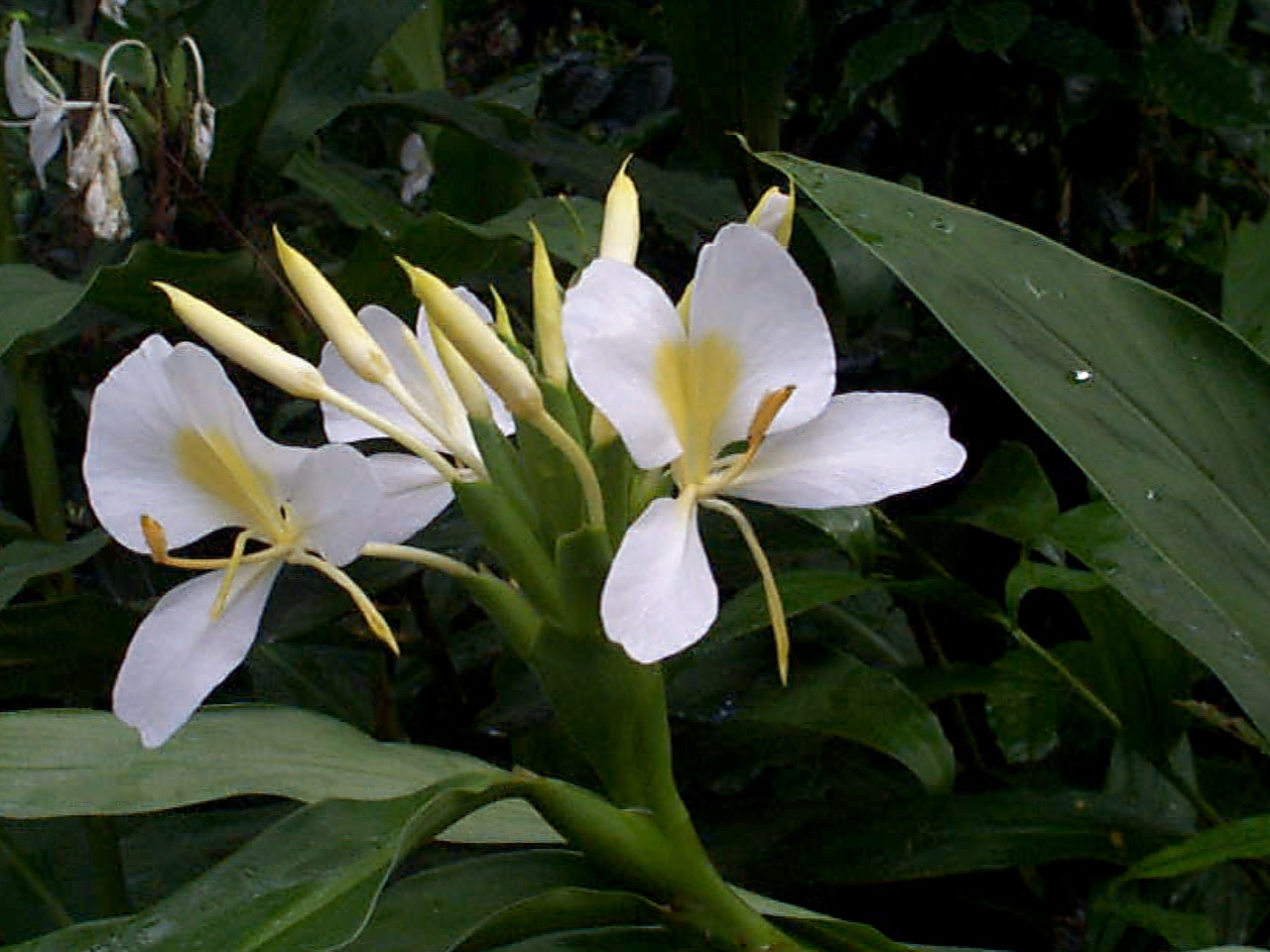